# 歐瑞康35/1000轉輪式機炮
歐瑞康35/1000（英語：Oerlikon 35/1000）是一款由瑞士軍備製造商歐瑞康康特拉韋斯公司（英語：Oerlikon Contraves，在2009年與莱茵金属公司合併後更名為萊茵金屬防空系統）研製及生產的單管轉輪式機炮，主要用作陸基防空系統，發射35×228毫米北約口徑机炮炮彈，包括用作防空彈的AHEAD彈藥。
35/1000轉輪式機炮的設想是用於取代所基於的廣泛使用的歐瑞康KDA、KDB和KDC 35毫米雙管高射炮的武器系統。該機炮的名稱由來為其35毫米口徑、每分鐘最多1,000發的發射速率和其採用的轉輪式機炮的結構所組成。該機炮的炮管長度相對於口徑的比例為79倍徑，也就是其炮管長度相當於2,765毫米。

## 結構描述
據稱，35/1000是一門以氣動式操作及裝填四膛室鼓式轉輪的機炮。當機炮發射時，高壓火藥燃氣穿過導氣孔進入兩個膛室當中，而導氣活塞推動轉輪的軸心。在每次射擊以後，這個軸心會帶動使用四膛室鼓式轉輪90度旋轉。調整、測試該機炮時，軸心可由液壓驅動，因此可以在不擊發的情況下進行裝填。
在35/1000的炮口具有用於測量炮口初速的V0測量系統。該武器系統裝上的其中一個關鍵部件是自歐瑞康GDF-006／GDF-007系列而來推出的AHEAD（先進撞擊效率與摧毀）反导弹空爆彈藥（ABM）。正因如此，該機炮的V0測量系統中亦整合了這種可選用的空爆彈藥的傳感編程線圈。然而，只要是用機械方式，也就是藉由撞針擊發來發射機炮彈藥，該機炮還可以發射任何其他35毫米彈藥，例如高爆燃燒彈（HEI）或脫殼穿甲彈（APDS）。
該能夠連續射擊，每分鐘發射1,000發。它也可以單發或短時間內快速單發，而後者的射速最高可達每分鐘200發。
35/1000轉輪式機炮可整合到各種武器系統中，例如砲塔或裝甲步兵战车的基本武器上，主要用於防空和反輕裝甲目標。因此，該機炮如今安裝在海軍萊茵金屬GDM-008千禧年艦炮砲塔和陸基天盾武器系統當中。

## 使用

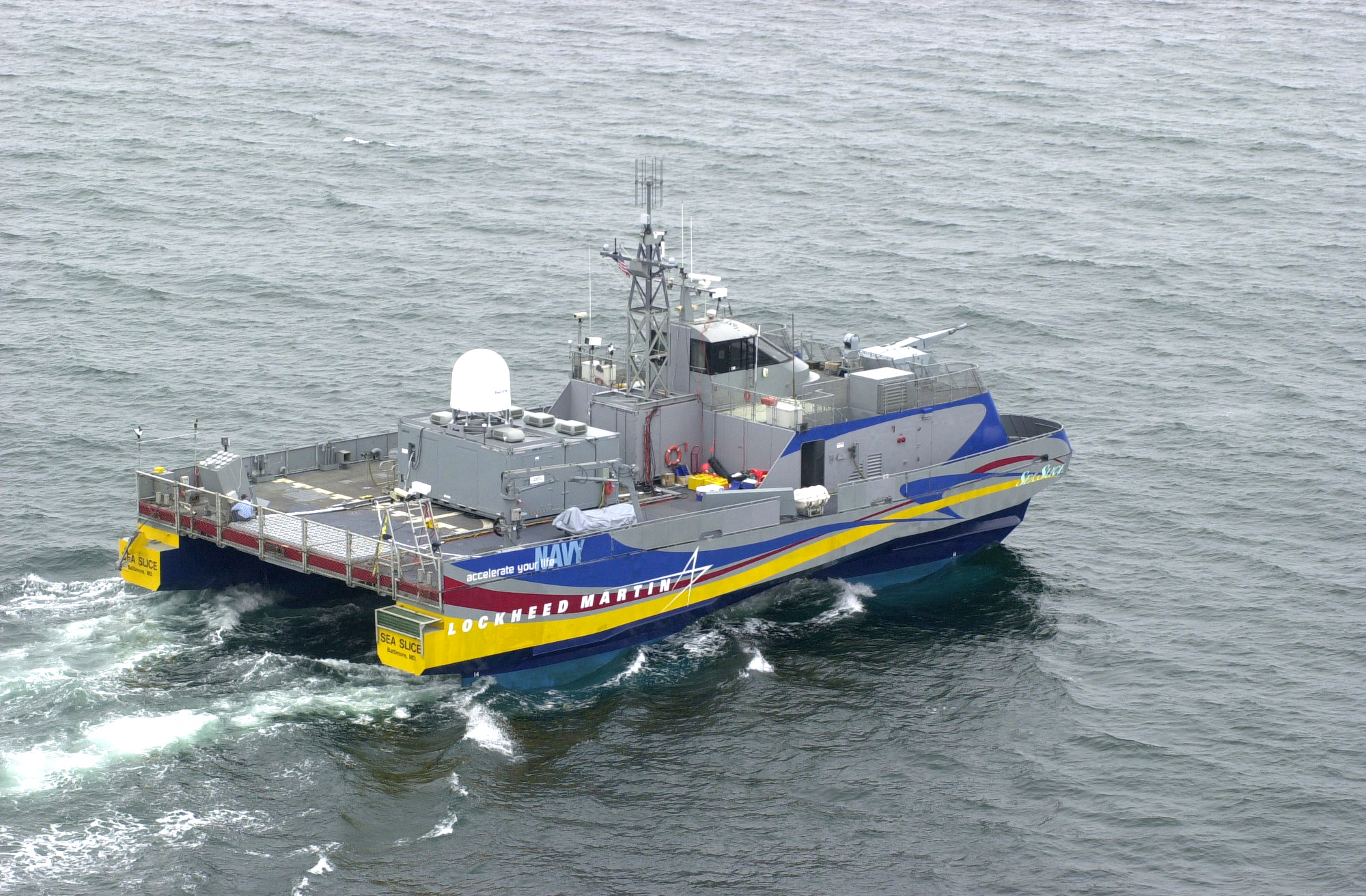
Sea Slice上裝備一門35/1000轉輪式機炮。

### GDM-008千禧年艦炮
GDM-008千禧年艦炮，又稱萊茵金屬GDM-008、千禧年海軍型艦炮或千禧年艦炮，是由萊茵金屬防空公司研製的海軍型艦炮。作為輕型海軍型艦炮，35/1000轉輪式機炮裝置於可與具有匿蹤設計的艦艇化為一體、低雷達橫截面的低可偵測性技術設計、迴旋角度為完全360°的旋轉砲塔以內，用於主要防空任務以及攻擊敵方快艇或潛艇。武器系統可藉由所有的現代或舊式火控系統或作為全自動化的完整系統進行自動控制。在重量為3,200公斤（7,054.79磅）的砲塔內置彈倉可裝填200至252發無鏈彈藥。這足以用來對付最多8枚即將襲來的导弹攻擊。正如無鏈一詞，機炮的彈藥供應無需彈鏈和外置彈倉。這使得不同彈頭類型的彈藥可以容易地混為組合。除了砲塔內置彈倉中的常規彈藥儲備以外，在機炮砲塔以上的平台結構還具有另一個完整的彈藥儲放空間。
由於高達1,050米／秒的炮口初速以及與AHEAD彈藥相應的較大口徑（相對於30毫米口徑或以下的機炮），GDM-008千禧年艦炮能夠打擊距離超過1,200公尺的反輻射飛彈、超過1,500公尺並且低空或掠海飛行的反艦飛彈、超過2,000公尺的巡航導彈和無人機以及超過3,500公尺的战斗机和直升機。因此它是目前唯一能夠在1,000公尺以上有效對付接近導彈的中口徑機炮。據萊茵金屬公司稱，類似的系統只能有效地對付約500公尺以內高度遠低於1,000公尺的導彈。
這個砲塔也是美國實驗巡邏艇SLICE的一個組成部分，它與洛克希德·马丁公司合作，作為2002年7月至8月美國艦隊戰鬥實驗—朱麗葉號的一部分。由於是次的測試結果，現有武器系統中的簡易化實施呈正引用到現有系統當中。它也是唯一一個能夠探測到模擬潛艇的潛望鏡，並且以AHEAD彈藥對付潛艇的系統。
2004年11月，丹麥為其阿布萨隆级支援舰裝上了萊茵金屬GDM-008武器系統，每艘艦艇都在艦艏和艦艉各裝置一門。此外，另有七個北約國家選擇了千禧年武器系統。委內瑞拉海軍的瓦伊凯里级近岸巡防艦上使用了千禧年艦炮的精簡型。

### 天盾防空系統
天盾35防空系統（GDF-007）是一種用於短距離的模塊化防空武器系統。 它由瑞士歐瑞康康特拉韋斯公司所研發，現在是萊茵金屬防空公司的一部分。
該防空系統包括一台火控單元以及最多四個火力單位。火控單元又由一個帶有兩個獨立三維空間追踪系統（X波段和光電雷达）的傳感器模塊和帶有電源和控制單元的指揮所組合而成。指揮所可以設置在離傳感器模塊500公尺的位置上。而火力部隊通常由兩門35/1000轉輪式機炮和兩具裝有短程面對空飛彈的發射器所組成，並將這些機炮與導彈都併入系統以內。
天盾防空系統被用作反低空掃射的战斗机和直升機以及火箭彈、炮彈、迫击炮彈（RAM）等彈道彈藥的自主式短程防空武器系統。其有效性的基礎在於在這系統當中使用AHEAD彈藥的可能性。天盾防空系統還構成了MANTIS近場防空系統的基礎，德國聯邦國防軍也採購它用以保護野外營地。
該防空武器系統可以藉由卡車或直升機運輸並且建造到所需要保護的物資以上，並可以在那裡完全自主地發揮其作用。此外，天盾防空系統也可以與其他武器系統聯成網絡。

### 未來
35/1000轉輪式機炮被聯邦國防軍計劃用於其防空系統以上的機炮模組。然後，它將會取代獵豹式防空坦克以上搭載、著名的歐瑞康雙管35毫米高射炮的地位。

## 其他
另外，中國製08式輪式步兵戰車的自行高炮（偵察車）衍生型上搭載的武器是35毫米無人單管轉膛炮。推斷中國彷製出類似35/1000轉輪式機炮的武器。

## 資料來源
1. ↑  .   [2018-04-07]. （原始内容存档于2014-05-17）.
2. ↑  Information zur Oerlikon Contraves AG auf der Webseite von Rheinmetall Defence (Memento vom 28. November 2010 im Internet Archive)
3. ↑  .   [2018-04-07]. （原始内容存档于2014-05-23）.
4. ↑  .   [2018-04-07]. （原始内容存档于2018-04-08）.

## 外部連結
- （英文）—Switzerland 35 mm/1000 Millennium - NavWeaps （页面存档备份，存于）
- （繁體中文）—MDC軍武狂人夢—GDM-008千禧年35mm火砲系統 （页面存档备份，存于）